# Vlag van Graauw en Langendam

Vlag van Graauw en Langendam

De vlag van Graauw en Langendam was een concept gemeentevlag voor de Zeeuwse gemeente Graauw en Langendam. Deze vlag is in 1970 door ir. A.J. Beenhakker ontworpen omdat Graauw en Langendam geen eigen vlag had. De beschrijving luidt: 
Blauw, met een schuine baan van geel; boven in de uitwaai de schelp van geel.
De kleuren van de vlag zijn ontleend aan die van het gemeentewapen. De dam (Langendam) wordt gesymboliseerd door de gele schuinbalk; de visserij door de Jakobsmantel.
Tot 1 april 1970 vormde Graauw en Langendam een zelfstandige gemeente, toen ging het op in de nieuwe gemeente Hulst en daardoor is de concept gemeentevlag geannuleerd. Later werd het ontwerp aangenomen als dorpsvlag.

## Verwante afbeelding

Het wapen van Graauw en Langendam

Boschkapelle
· Cadzand
· Clinge
· Eede
· Graauw en Langendam
· Haamstede
· 's-Heer Arendskerke
· 's-Heerenhoek
· Heille
· Heinkenszand
· Hengstdijk
· Hoedekenskerke
· Hoek
· Hoofdplaat
· Koewacht
· Kwadendamme
· Nieuwerkerk
· Nieuwvliet
· Ossenisse
· Ouwerkerk
· Overslag
· Philippine
· Retranchement
· Rilland
· Scharendijke
· Serooskerke (Schouwen-Duiveland)
· Serooskerke (Veere)
· Sint Anna ter Muiden
· Sint-Annaland
· Sint Kruis
· Sirjansland
· Stoppeldijk
· Yerseke